# Лорікет темноголовий
Лоріке́т темноголовий (Charmosyna josefinae) — вид папугоподібних птахів родини Psittaculidae. Ендемік Нової Гвінеї.

## Опис

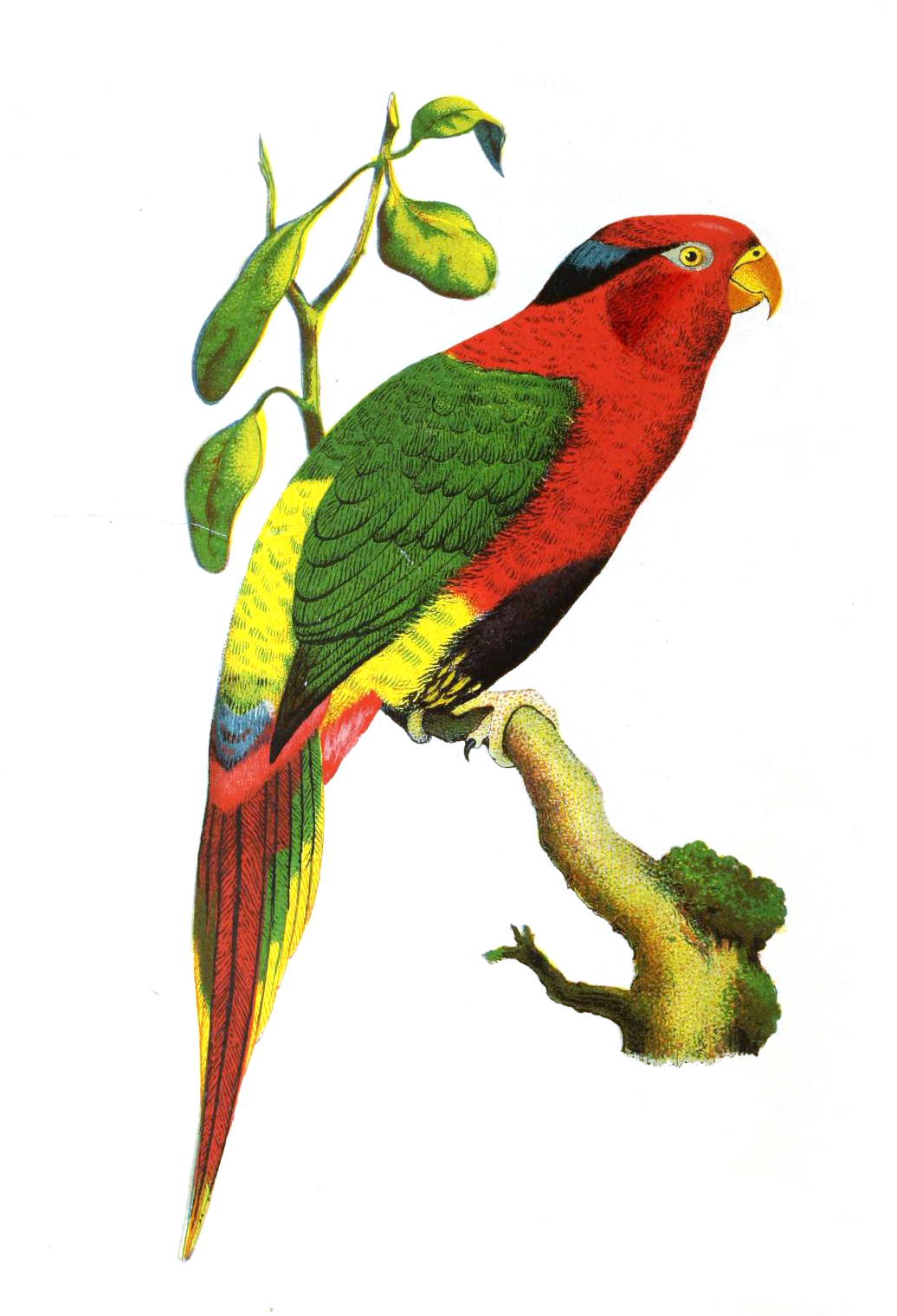
Папуанський лорікет

Довжина птаха становить 24 см, враховуючи довгий хвіст, вага 68 г. Забарвлення переважно червоне, на потилиці широка чорна смуга, яка доходить до очей, верхній край її фіолетовий. Верхня сторона крил зелена, поцяткована жовтими або синіми плямами, в залежності від підвиду. Нижні покривні пера крил червоні. На надхвісті синя пляма, боки і нижня частина живота чорні. Хвіст червоний з жовтими краями і кінчиком. Очі жовті, дзьоб оранжевий. У самиць нижня частина спини зеленувато-жовта. У молодих птахів нижня частина живота, тім'я і потилиця чорні з зеленуватим відтінком.

## Підвиди
Виділяють три підвидів:
- C. j. josefinae (Finsch, 1873) — гори на заході Нової Гвінеї (від півострова Чендравасіх до хребта Судірман);
- C. j. cyclopum Hartert, EJO, 1930 — Гори Циклопів[en] на півночі Нової Гвінеї;
- C. j. sepikiana Neumann, 1922 — центральна частина Нової Гвінеї (від річки Сепік і Західного Гайлендса до гори Босаві).

## Поширення і екологія
Темноголові лорікети живуть у вологих гірських тропічних лісах Центрального хребта і на узліссях, іноді на полях. Зустрічаються парами або невеликими зграйками, на висоті від 760 до 2200 м над рівнем моря, переважно на висоті від 850 до 1200 м над рівнем моря. Часто приєднуються до змішаних зграй птахів разом з вогнистими лорікетами. Живляться пилком, нектаром, квітковими бруньками і соковитими плодами, яких шукають в кронах дерев. В неволі птахи полюбляють щодня купатися і гризти гілки дерев. Гніздяться в дуплах дерев, в кладці 2 яйця. Інкубаційний період триває 28 днів, насиджують і самиці, і самці. При народженні пташенята важать 4 г, на 20 день вони відкривають очі, на 8 тижні життя вони покидають гніздо, однак батьки продовжують піклуватися про них ще 3 тижні. Птахи набувають статевої зрілості у віці 2 років.